# L'Alliance d'or
Pour plus de détails, voir Fiche technique et Distribution.
L'Alliance d'or (Zin'naariyâ!) est un drame coproduit entre le Niger, le Burkina Faso et la France, réalisé par Rahmatou Keïta, sorti en 2015. C'est le premier film présenté par le Niger dans la catégorie des films en langues étrangères aux Oscars.

## Synopsis
Tiyaa, une jeune femme issue de l'aristocratie peule, qui fait ses études à Paris, revient dans sa région natale, dans le sultanat du Damagaram au Niger. Elle attend que le jeune homme qu'elle a rencontré à Paris, qui vient d'une famille prestigieuse de l'émirat de Maïduguri, la rejoigne pour lui faire sa demande en mariage. C'est une occasion pour elle de se plonger dans la culture de son pays d'origine, notamment en discutant avec d'autres femmes.

## Fiche technique
- Titre français : L'Alliance d'or[6],[7],[8]
- Titre original : Zin'naariyâ!
- Durée : 96 minutes
- Réalisation et scénario : Rahmatou Keïta
- Productrice : Myriam Keïta
- Directeur de la photographie : Philippe Radoux-Bazzini
- Monteuse : Camille Cotte
- Directeur artistique, chef décorateur, chef costumier : Buuli'Zanno
- 1er Assistant Réalisateur : Patrick Santiago Meunier
- Ingénieur du son : Laurent Malan
- Musique : Ali Johnny Maïga, Philippe Miller
- Langues : songhaï, haoussa, peul
- Date de sortie : 
  - Burkina Faso : mars 2015 (Festival panafricain du cinéma et de la télévision de Ouagadougou)

## Distribution
- Magaajyia Silberfeld : Tiyaa
- Salamatou Kimba Farinwata
- Harouna Amoud
- Yazi Dogo
- Ali Nuhu
- Mariam Kaba : la scarificatrice
- Théo Sunka Kleiner

## Distinctions
- Prix de la meilleure image (de Philippe Radoux Bazzini) au Fespaco en 2017[9].
- Nomination aux Golden Gate Awards de San Francisco en 2017
- Prix spécial du jury au Festival international du cinéma musulman de Kazan en 2017[10]
- Prix de la meilleure réalisatrice de fiction au Festival YARHA en 2019 pour Rahmatou Keïta[11]